# Cocentaina
Cocentaina es un municipio español situado al norte de la provincia de Alicante, en la Comunidad Valenciana. Capital de la comarca del Condado de Cocentaina (El Comtat), cuenta con 11 511 habitantes (INE 2019).

## Geografía
Integrado en la comarca de Condado de Cocentaina, de la que ejerce de capital, se sitúa a 59 kilómetros de la capital provincial. El término municipal está atravesado por la Autovía del Mediterráneo (A-7) y por la carretera nacional N-340 entre los pK 798 y 804, además de por carreteras locales que permiten la comunicación con Alquería de Aznar, Muro de Alcoy, Millena y Benilloba. 
El relieve del municipio es muy irregular, con numerosos barrancos de la vertiente oriental de la sierra de Mariola que desaguan en el río Serpis, el cual discurre de sur a norte. Buena parte del territorio está integrado en el parque natural de la Sierra Mariola. La altitud oscila entre los 1390 metros al noroeste, en plena sierra de Mariola (pico Montcabrer), y los 350 metros a orillas del río Serpis. El pueblo se alza a 433 metros sobre el nivel del mar. 
| Noroeste: Agres              | Norte: Muro de Alcoy, Alquería de Aznar y Alcocer de Planes (exclave) | Noreste: Benimarfull, Benillup y Millena |
| Oeste: Bocairente (Valencia) |                                                                       | Este: Gorga                              |
| Suroeste: Alcoy              | Sur: Alcoy y Penáguila                                                | Sureste: Benilloba                       |

## Historia

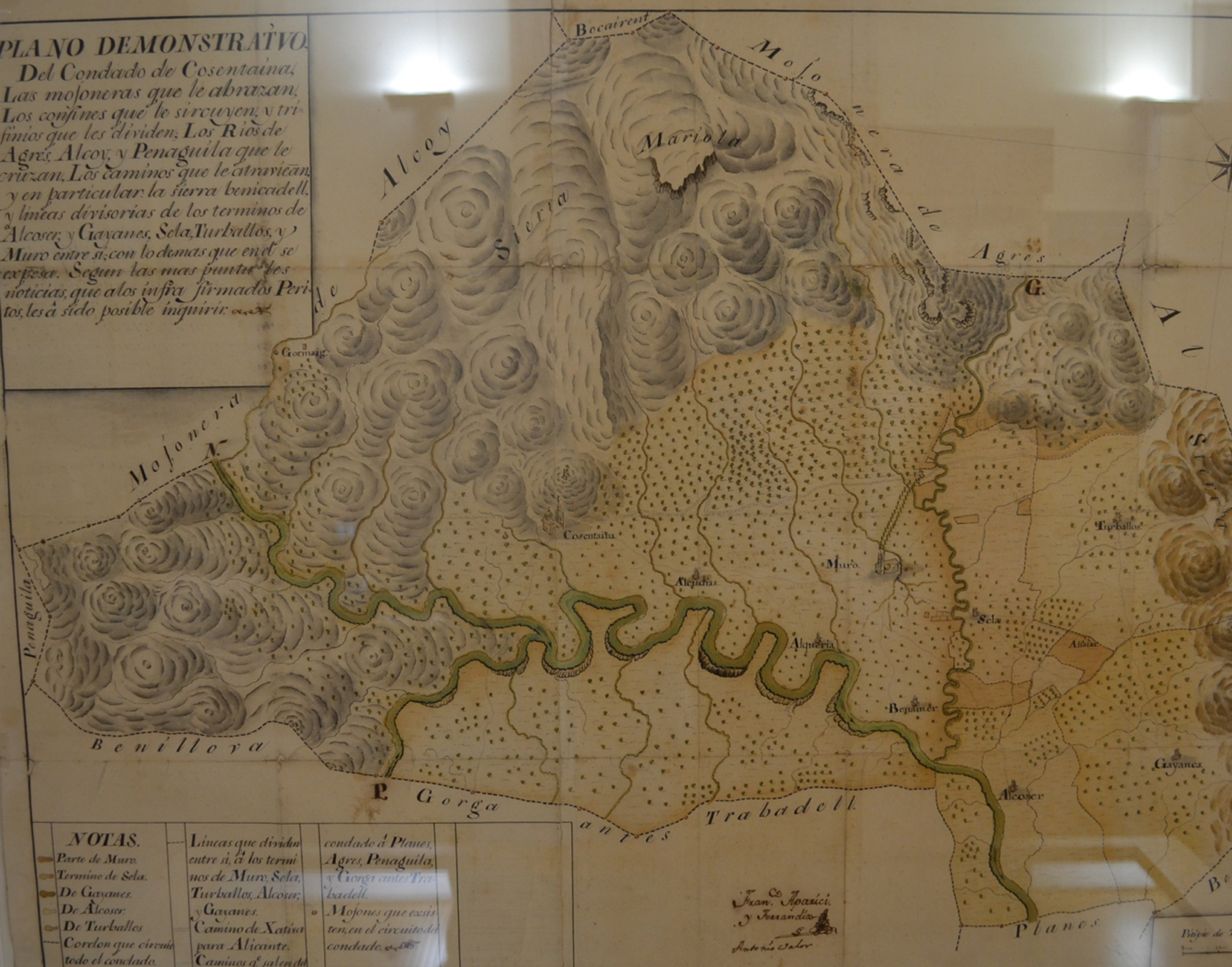
Mapa de 1778 del condado de Cocentaina.

Cocentaina ya fue una ubicación importante y estratégica en el paleolítico, neolítico y en la época prerromana. En Cocentaina se sitúan tres abrigos con pinturas rupestres de arte esquemático: el abrigo de Alberri, el abrigo de la Paella y el abrigo de la Penya Banyà. Declarados en 1998 Patrimonio de la Humanidad, junto a otros abrigos que conforman el arte rupestre del arco mediterráneo de la península ibérica.
En Cocentaina están ubicados importantes yacimientos ibéricos, la "Serreta", el "Pic Negre", las "Jovades", la "Petxineta", el "Terratge", la "Tortea", la "Cova dels Coloms", etc. De entre estos yacimientos hay que destacar la "Serreta", yacimiento ubicado en los términos municipales de Cocentaina, Alcoy y Penáguila donde fueron encontrados los "Plomos de Alcoy" y la "Divinitat de la Serreta", entre otros.
En la época de dominación musulmana, Qustantaniya volvió a ser un importante enclave, tanto a nivel económico, agrícola, militar y administrativo. Así lo demuestran diferentes documentos históricos y elementos importantes de la arquitectura y urbanismo de la villa, como el arrabal, el castillo y numerosas alquerías en los alrededores de Cocentaina.
El mismo rey Jaime I de Aragón conquistó la villa en 1245. Esta etapa estuvo marcada por las importantes revueltas protagonizadas por el caudillo Al-Azraq (1247 y 1275). En 1304, la villa fue saqueada e incendiada por musulmanes procedentes de Granada, de aquí viene el actual mote de "Socarrats". El primer señor feudal de Cocentaina con el título de barón fue el destacado almirante de la Corona de Aragón Roger de Lauria, en 1291, al que su sobrino Pedro IV de Aragón le concedió el privilegio real de la feria en 1346. Roger de Lauria construyó en Cocentaina su alcázar, en el lugar donde se encuentra ahora el palacio condal.
Más adelante, en 1448, Alfonso V vendió la villa por 80.000 florines al militar Jimeno Pérez de Corella, al que le concedió el título de conde y volvió a conceder otro derecho real de  feria, diferente de la ya concedida por Pedro IV. La familia Corella, de origen navarro, reformó y amplió el Palacio hasta darle la forma actual. En el siglo XVII, Cocentaina pasó a manos de la familia Benavides.
Cocentaina fue presa de una gran depresión económica cuando en 1609 se produjo la expulsión de los moriscos. Entonces se estima que Cocentaina tenía una población de 2000 cristianos viejos y 1000 moriscos.
A comienzos del siglo XVIII su recuperación económica era ya notable y a lo largo de la centuria la villa no dejó de crecer, alcanzando cerca de 6000 habitantes a principios del XIX, momento en el que la población pasó a depender de los duques de Medinaceli (1805), que aún conservan el título en la actualidad. Durante los siglos XVIII y XIX la superficie agraria dedicada al regadío fue considerablemente ampliada, consolidando un sistema de pequeñas y medias explotaciones que ha sobrevivido hasta ahora.
Hacia finales del siglo XIX comienza a surgir en Cocentaina una tímida industrialización textil inducida por Alcoy, pionera de la industria existente en la actualidad en la zona y que comprende textiles, cemento, papel, calzado y cartonajes. La llegada del Tren Alcoy Gandía en 1893 supuso una importante mejora de sus comunicaciones.
Durante la década de los años sesenta del siglo XX, Cocentaina recibió un apreciable contingente migratorio de otras regiones de España.

## Geografía humana

### Demografía
Cuenta con una población de 11 411 habitantes (INE 2024).
| Gráfica de evolución demográfica de Cocentaina entre 1842 y 2021 |
| |
| Población de derecho según los censos de población del INE Población de hecho según los censos de población del INEEntre el censo de 1857 y el anterior, crece el término del municipio porque incorpora a 035001 (Pueblonuevo de San Rafael) |

A sus habitantes se les suele llamar "socarrats" debido a la quema que sufrió la localidad en la Edad Media. En todo el término municipal, habitan un total de 19.170 personas.
| 2106 | 2897 | 7093 | 7125 | 7211 | 8289 | 8108 | 8099 | 8688 | 9442 | 9669 | 10567 | 10468 | 11143 | 11207 | 11406 | 11432 | 11511 | 11451 |

### Entidades de población
Integran el municipio 7 pedanías o entidades de población además de la población de Cocentaina.
| Entidad poblacional        | Población (2023) |
| -------------------------- | ---------------- |
| Alcudia                    | 378              |
| Algars                     | 345              |
| Alquerías de Benifloret    | 324              |
| Cocentaina                 | 9320             |
| Estación Norte             | 271              |
| Gormaig                    | 527              |
| Penella                    | 33               |
| Pueblo Nuevo de San Rafael | 111              |

### Economía
En la actualidad Cocentaina es una ciudad de servicios con sus centros comerciales: CC. Gormaig (Av. de Alicante), CC. El Altet (Av. El Altet), CC. La Leona (Residencial Entrepinos y actualmente en fase de construcción), CC. Carrefour El Altet (Av. El Altet).
Además de sus centros comerciales a las afueras de la ciudad, Cocentaina posee todo un entramado de zonas y ejes comerciales tales como el "Paseo del Condado" (una de las arterias más importantes de la ciudad).
Otras zonas comerciales a destacar serían plaza del Pla, plaza Venerable Escuder, calle del Conde de Cocentaina, calle Mayor, avenida del País Valenciano, avenida del Ferrocarril, entre otras.
Además Cocentaina es una importante ciudad industrial, centrada en la industria textil en todos sus ámbitos, desde la hilatura hasta la exportación de materia acabada. Cocentaina y sus alrededores forman uno de los núcleos textiles más importantes de España.
La tradición industrial contestana ya viene de largo. A principios de la Revolución Industrial española, Cocentaina llegó a ser uno de los puntos productores de calzado más importantes del España. Las importaciones de China y la economía sumergida han provocado su desaparición.
La principal vía de comunicaciones es la N-340, que conecta con el sur con Alicante y con el norte con Valencia. También dispone de una estación de RENFE llamada "Cocentaina Estación de Santa Bárbara" y otra llamada "Cocentaina Estación del Norte", esta última en la actualidad se encuentra en desuso. Estas paradas pertenecen a la línea regional Alcoy-Játiva-Valencia. Antiguamente también existía una estación llamada "Cocentaina Estación de Gandía" de la desaparecida línea Alcoy-Gandía.
También existen diversas carreteras comarcales que dan servicio a otras poblaciones del Condado.
La ciudad cuenta con una circunvalación propia con la que se ahorra considerable tiempo a la hora de acceder a los diferentes barrios o centros comerciales, los enlaces de esta son: "Cocentaina Sur" (Altet - Centro Comercial - Avenida del País Valenciano y Ronda Sur), "Cocentaina Centro" (avenida de Benilloba, Riera-San Hipólito, Av. Ferrocarril por Ronda Sur) y "Cocentaina Norte" (Alcudia, avenida de Játiva, avenida de San Cristóbal, barrio de San Jaime).
Actualmente se encuentra su fase de la Autovía del Mediterráneo - A7 ya construida, que a su paso por el término municipal de Cocentaina dispone de dos conexiones: "Cocentaina Sur" y "Cocentaina Centro".
Hay que destacar en el apartado de economía la feria de Todos los Santos, que atrae a más de 650 000 personas cada año.

## Política
|                                               |         |                             |       |         |            |            |
| Elecciones municipales del 28 de mayo de 2023 |         |                             |       |         |            |            |
| Partido                                       | Partido | Candidato                   | Votos | Votos   | Concejales | Concejales |
| Partido Popular                               |         | Borja Jornet Molina         | 2.033 | 33,55 % | 6          | 3          |
| Partido Socialista del País Valenciano-PSOE   |         | Rubén Muñoz Sánchez         | 1.702 | 28,09 % | 5          | 3          |
| Compromís                                     |         | Jordi Pla Valor             | 1.583 | 26,12 % | 5          | 2          |
| VOX                                           |         | Victoria Fernández Martínez | 422   | 6,96 %  | 1          | 1          |
| EUPV: ENDAVANT                                |         | Elisa Aleix Pérez           | 255   | 4,20 %  | 0          | 1          |
| Fuente: Ministerio del Interior (España).     |         |                             |       |         |            |            |

| Periodo   | Nombre               | Partido   |
| --------- | -------------------- | --------- |
| 1979-1983 | José Juan Cortell    | PSPV-PSOE |
| 1983-1987 | José Juan Cortell    | PSPV-PSOE |
| 1987-1991 | Rafael Gadea Martí   | PSPV-PSOE |
| 1991-1995 | José Marset Jordá    | PSPV-PSOE |
| 1995-1999 | José Marset Jordá    | PSPV-PSOE |
| 1999-2003 | José Marset Jordá    | PSPV-PSOE |
| 2003-2007 | José Marset Jordá    | PSPV-PSOE |
| 2007-2011 | Rafael Briet Seguí   | PSPV-PSOE |
| 2011-2015 | Rafael Briet Seguí   | PSPV-PSOE |
| 2015-2019 | Mireia Estepa Olcina | PSPV-PSOE |
| 2019-2023 | Mireia Estepa Olcina | PSPV-PSOE |
| 2023-act. | Jordi Pla Valor      | Compromís |

Tras las elecciones municipales de 2023, consiguieron representación en el ayuntamiento 4 partidos políticos: el Partido Popular (PP), el PSPV-PSOE, Compromís y Vox, formando gobierno el PSPV-PSOE en coalición con Compromís. 
Llegaron a un acuerdo de gobierno, en el que se partían la alcaldía 2 años y 2 años (2023-2025 Compromís / 2025-2027 PSPV-PSOE), dejando fueran de la ecuación al partido con mayor representación y ganador de las elecciones, el Partido Popular (PP).

## Educación
Cocentaina tiene dos colegios públicos de educación primaria: el CP Real Blanc y el CP San Juan Bosco (I y II), y un colegio concertado (EP-ESO): el colegio San Francisco de Asís (convento de Franciscanos). Tiene un instituto público, E.S. Padre Arques, una sede universitaria de la Universidad de Alicante en el palacio Condal, esta última está centrada en cursillos especializados de temporada. Dispone también de un colegio para adultos, F.P.A. Beniassent. También se encuentra el Centro de Desarrollo Rural Aitana, donde se llevan a cabo tareas de formación y promoción de actividades industriales, artesanales y agrícolas.

## Edificios históricos y de interés
- Palacio Condal. Edificio civil de estilo gótico-renacentista. Construido sobre un antiguo edificio musulmán del siglo XII. El primer edificio gótico fue construido en la segunda mitad del siglo XIII por el almirante Roger de Lauria, primer señor feudal de la Villa de Cocentaina.
- Castillo de Cocentaina. Edificio de estilo gótico-militar. Construido a finales del siglo XIII y principios del XIV sobre la montaña que domina la Villa. Se trata de una gran torre cuadrada de 13,5 metros de lado por 12 metros de altura sentada sobre un talud de sillería que varía entre 2 y 4 metros de altura. Todas las partes y estancias importantes están construidas de sillería, y el resto de mampostería.
- Castillo de Penella. Este castillo tipológicamente pertenece al mundo de los castillos rurales o casas señoriales fortificadas de la primera época cristiana. Está construido a base de tapial y nivelado con un basamento de mampostería. Actualmente se puede ver la torre del homenaje de planta cuadrada de 4 metros de lado por 12 metros de altura, su parte alta está almenada. Tiene adosada a la torre una edificación de planta cuadrangular también almenada.
- Murallas y torres. El núcleo de la Cocentaina medieval cristiana conocido como La Villa estuvo rodeado antiguamente por un recinto amurallado con veinticuatro torres y cuatro portales de entrada. A lo largo del tiempo, y debido a la pérdida de su función defensiva y a las necesidades de expansión y tránsito, dicho recinto fue destruido en muchos puntos.
- Arrabal. Antiguo barrio árabe. El Raval todavía conserva prácticamente intacto todo el trazado antiguo. Construido alrededor de una gran mezquita (actual iglesia de El Salvador), con calles tortuosas y estrechas, y callejones cerrados que forman un entramado laberíntico.
- Iglesia de El Salvador. Construida a finales del siglo XVI sobre la antigua mezquita se ajusta al típico modelo renacentista, con una sola nave de cuatro tramos, con capillas hornacinas situadas entre los contrafuertes con un testero plano más estrecho que la nave y unido a esta mediante un arco abocinado.
- Iglesia de Santa María. Se fundó en el siglo XIII, reconstruida en el XVI y reedificada en 1666, la torre campanario se terminó en 1705, terminándose las obras en 1780. La planta de la iglesia es de una sola nave cubierta por una bóveda de cañón con lunetos. Las capillas laterales, abiertas, se cubren con bóvedas vaidas excepto una, con cúpula.
- Casa-Museo del Comtat (Centre d'Estudis Contestans).
- Casa Museo Festero.
- Edificio Merín. Construcción de estilo racionalista que data de 1930 del arquitecto alcoyano Vicente Valls Gadea. Constituye uno de los primeros ejemplos de este estilo arquitectónico en la Comunidad Valenciana.
- Vía verde del Serpis. Vía verde por el antiguo trazado del ferrocarril Alcoy-Gandía construido en 1892, a su paso por Cocentaina.

## Fiestas
- Fiestas Patronales. Cocentaina celebra sus fiestas patronales en honor a la Virgen del Milagro cada 19 de abril (declaradas de Interés Turístico de la Comunidad Valenciana) y a San Hipólito Mártir (declaradas de Interés Turístico Nacional) el segundo fin de semana de agosto, con fiestas de moros y cristianos. Su antigüedad no se conoce exactamente, pero se data sobre 1734. Actualmente existen 16 "filaes" de las cuales 8 son cristianas y 8 moras.[6]

Bando cristiano:
- Maseros (Maseros) (Con primera mención en 1853)
- Contrabandistas (Contrabando) (Con primera mención en 1853)
- Caballería Ministerial (Cavallets)  (Con primeras menciones en la década de 1860)
- Cruzados (Creuats) (Fundada en 1953)
- Almogávares (almogávars, almogàvers)    (Fundada en 1954)
- Gentiles (Gentils)    (Fundada en 1963, heredera de la desaparecida "Filà Sant Hipòlit")
- Cavallers de Llúria      (Fundada en 2012)
- Contestanos      (Fundada en 1969, desaparecida tras las fiestas de 2002 y refundada en 2016)

Bando moro:
- Manta Roja     (Con primera mención en 1808)
- Llana    (Con primeras menciones en la década de 1850)
- Kabileños     (Fundada en 1916)
- Bereberes Borts      (Fundada en 1939)
- Guardia Jalifiana (Sahorins)      (Fundada en 1941)
- Bequeteros    (Fundada en 1941 heredera de la Cavalleria de Bequeteres y Realistas de 1869)
- Mudéjares     (Fundada en 1942)
- Muladíes      (Fundada en 2008 heredera de los Berberís fundados en 1994 que, a su vez, eran herederos de los Borts de 1988)

- Fiesta de los "Nanos". Se celebra esta curiosa fiesta el tercer miércoles de Cuaresma en las calles altas del pintoresco barrio de "El Raval".

- Feria de Todos los Santos. Fue creada en 1346 por privilegio real de Pedro IV de Aragón a Roger de Lauria. Declarada Fiesta de Interés Turístico Nacional, obtuvo en abril de 2009 la distinción de "Interés Turístico Internacional" por tratarse de una de las ferias más antiguas de España.

- Semana Santa. Se comenzó a celebrar en el siglo XVI contando en 1897 con 19 cofradías. En la guerra fueron todas destruidas. Sin embargo en el año 1987 comienza de nuevo con 8 cofradías que se conservan hoy en día. Son las siguientes (por orden de desfile)
- Cofradía de San Cristóbal
- Cofradía de la oración en el huerto
- Cofradía del Ecce Homo
- Cofradía del Cristo de la columna
- Cofradía del Padre Nazareno
- Cofradía de la virgen dolorosa
- Cofradía del Cristo de los labradores
- Cofradía del Santo Sepulcro.

Las procesiones son las siguientes:
- El Domingo de Ramos, procesión de las palmas en todos los templos de la localidad. Por la tarde procesión de la Cofradía de la Dolorosa.
- El Miércoles Santo, procesión de la Cofradía del Nazareno.
- El Jueves Santo, procesión del silencio
- El Viernes Santo, procesión del Santo Entierro con todas las Cofradías.
- El Domingo de Resurrección procesión del Santo Encuentro con las imágenes del señor resucitado y la virgen de los dolores.

## Gastronomía
Cocentaina tiene una gastronomía rica y típica de montaña, entre otros podemos destacar: "mentirons", "pericana", "espencat" de bacalao, "olleta", "borreta", arroz caldoso, "paella de sabater", arroz con conejo, torta de maíz, arroz al horno, "tostons", "café licor", "l'olleta de caragols", "herbero", mistela, etc.